# Pseudomys bolami
Pseudomys bolami är en däggdjursart som beskrevs av Ellis Le Geyt Troughton 1932. Pseudomys bolami ingår i släktet australmöss och familjen råttdjur. IUCN kategoriserar arten globalt som livskraftig. Inga underarter finns listade i Catalogue of Life.
Denna gnagare förekommer i södra Australien. Den lever i torra buskskogar som kan ha några trädgrupper. Dominerande växter tillhör eukalyptussläktet och akaciasläktet.